# 奇英市社
奇英市社（越南语：／）是越南河静省下辖的一个市社。

## 地理
奇英市社东临南中国海，北和西接奇英县，南接广平省广泽县。

## 历史
2015年4月10日，奇英县以奇英市镇和奇河社、奇华社、奇兴社、奇隆社、奇连社、奇利社、奇南社、奇宁社、奇芳社、奇盛社、奇贞社11社析置奇英市社；奇连社改制为奇连坊，奇隆社改制为奇隆坊，奇芳社改制为奇芳坊，奇盛社改制为奇盛坊，奇贞社改制为奇贞坊，奇英市镇改制为泷智坊。
2019年11月21日，奇兴社和泷智坊合并为兴智坊。
2024年11月14日，越南国会常务委员会通过决议，自2025年1月1日起，奇南社改制为奇南坊，奇宁社改制为奇宁坊。

## 行政区划
奇英市社下辖8坊3社，市社人民委员会位于兴智坊。
- 兴智坊（Phường Hưng Trí）
- 奇连坊（Phường Kỳ Liên）
- 奇隆坊（Phường Kỳ Long）
- 奇南坊（Phường Kỳ Nam）
- 奇宁坊（Phường Kỳ Ninh）
- 奇芳坊（Phường Kỳ Phương）
- 奇盛坊（Phường Kỳ Thịnh）
- 奇贞坊（Phường Kỳ Trinh）
- 奇河社（Xã Kỳ Hà）
- 奇华社（Xã Kỳ Hoa）
- 奇利社（Xã Kỳ Lợi）